# 卡斯泰洛里佐岛

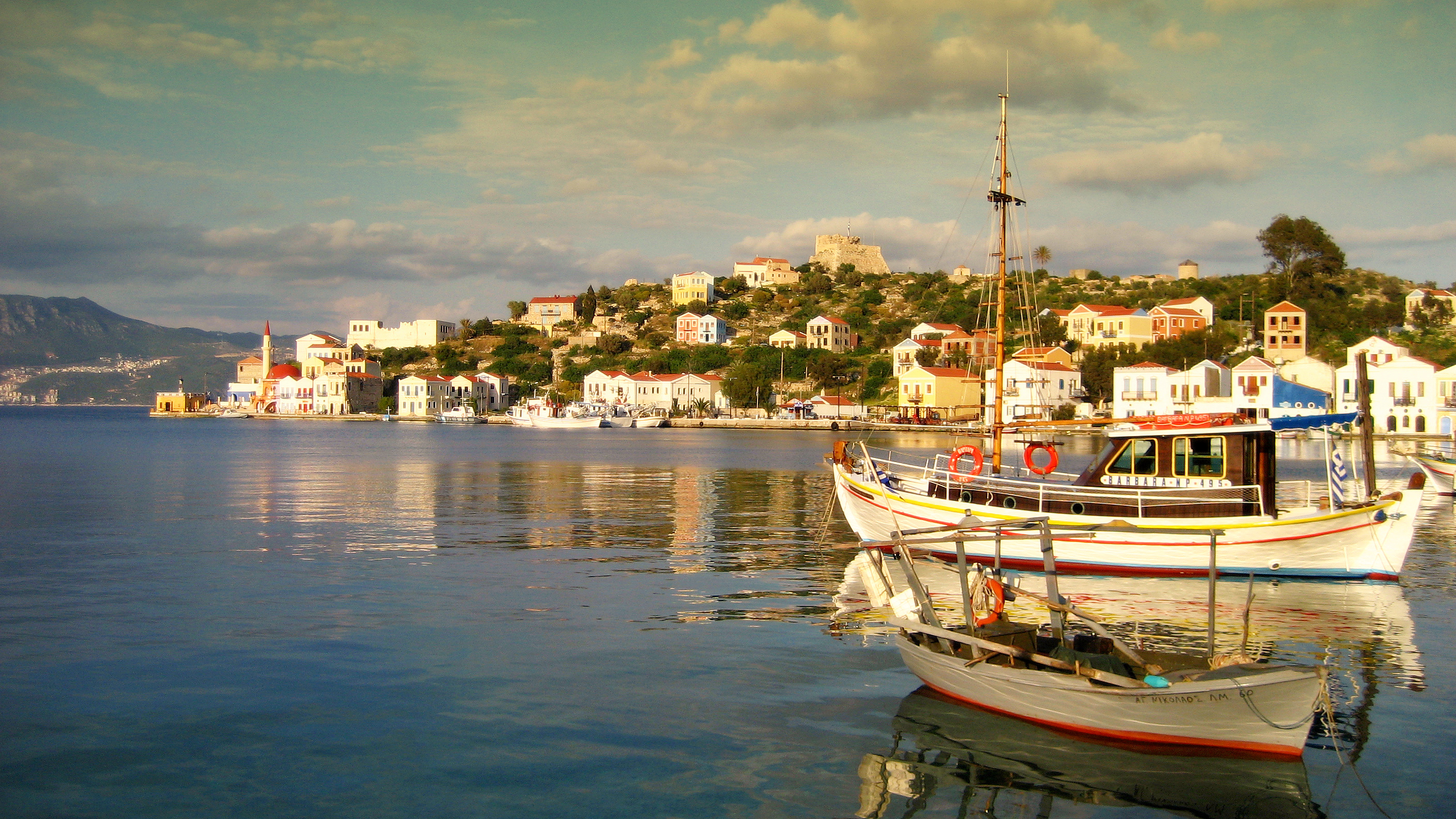

卡斯泰洛里佐岛及其所属群岛

卡斯泰洛里佐岛（希臘語：Καστελλόριζο），官方正式名字为迈伊斯蒂岛（Μεγίστη），是希臘的島嶼，位於罗得岛以東125公里的愛琴海東南部。行政上隶属于南愛琴大區罗得专区的迈伊斯蒂市镇。面積11.987平方公里，最高點海拔高度273米，2001年人口430。
北距土耳其海岸仅2公里。位于罗得岛以东125公里、塞浦路斯以西北280公里。是希腊最东部陆地。

## 文艺作品
1991年意大利电影《地中海》在此取景。

## 外部連結
- Small Islands in the Near East （页面存档备份，存于）